# Parc de l'Espanya Industrial
Parc de l'Espanya Industrial är en park i Spanien.   Den ligger i provinsen Província de Barcelona och regionen Katalonien, i den östra delen av landet, 500 km öster om huvudstaden Madrid. Parc de l'Espanya Industrial ligger 36 meter över havet.
Terrängen runt Parc de l'Espanya Industrial är platt åt sydost, men åt nordväst är den kuperad. Havet är nära Parc de l'Espanya Industrial åt sydost.Runt Parc de l'Espanya Industrial är det mycket tätbefolkat, med 10 000 invånare per kvadratkilometer. Närmaste större samhälle är Barcelona, 2,0 km nordost om Parc de l'Espanya Industrial. Runt Parc de l'Espanya Industrial är det i huvudsak tätbebyggt.